# Seldjuker
Seldjuker (på arabiska al-Salājiqa; på persiska Saljūqiyān; på turkiska Selçuk eller Selçük; på svenska även stavat seldjuqer) var en dynasti som härstammade från härskaren Seldjuk, som kom från turkfolket Oghuzer, (levde runt år 1000) och som styrde i Iran, Azerbajdzjan, Irak, Centralasien och Mindre Asien från 1000-talet till 1300-talet.
Efter att ha besegrat samaniderna och buyiderna tog seldjukerna makten över Abbasidkalifatet då de år 1055 under ledning av Toghril Beg erövrade Bagdad. Kalifen lämnade över hela sin världsliga makt till denne och utnämnde honom till sultan som efter detta blev den högsta härskartiteln inom islam. En av Toghril Begs mest kända efterträdare var Alp Arslan som besegrade Bysantinska riket i slaget vid Manzikert år 1071. Detta ledde till att nästan hela Mindre Asien inlemmades i det seldjukiska väldet. Rikets storhetstid inföll under sultan Malik Shah (1072-1092) då det omfattade allt land från Syrien och Mindre Asien bort till Centralasien och Kinas gränser. Styrelsesättet i detta väldiga rike präglades av en blandning av islamiska och gamla turkiska sedvänjor. Enligt de senare tillhörde makten inte en enda individ utan hela släkten. Yngre medlemmar av seldjukernas familj styrde alltså delområden som emirer och sultanen betraktades som den främste härskaren. När den siste sultanen av det stora riket dog 1157 utan arvingar splittrades hela riket upp i småstater under lokala seldjukdynastier.
Det stora seldjukiska riket, försvagat av inre splittringar samt av korstågen, besegrades 1194 av en turkisk härskare vid namn Tekish av Khwarezm. Ett mindre seldjukiskt rike i Mindre Asien som kallades Rüm och som efter 1070-talet varit mer eller mindre självständigt från det stora seldjukriket växte sig nu starkare och hade stor kulturell, politisk och militär dominans åren 1205 till 1239 innan det strax efter detta besegrades av mongolerna och blev en vasallstat. Den siste seldjukiske sultanen dog år 1307. Splittringen kom att bestå till dess en av småstaterna ledda av den Osmanska dynastin växte fram och lade de andra staterna under sig, en utveckling som kom att leda till framväxten av det Osmanska riket.

## Historiska kartor över Seldjuker

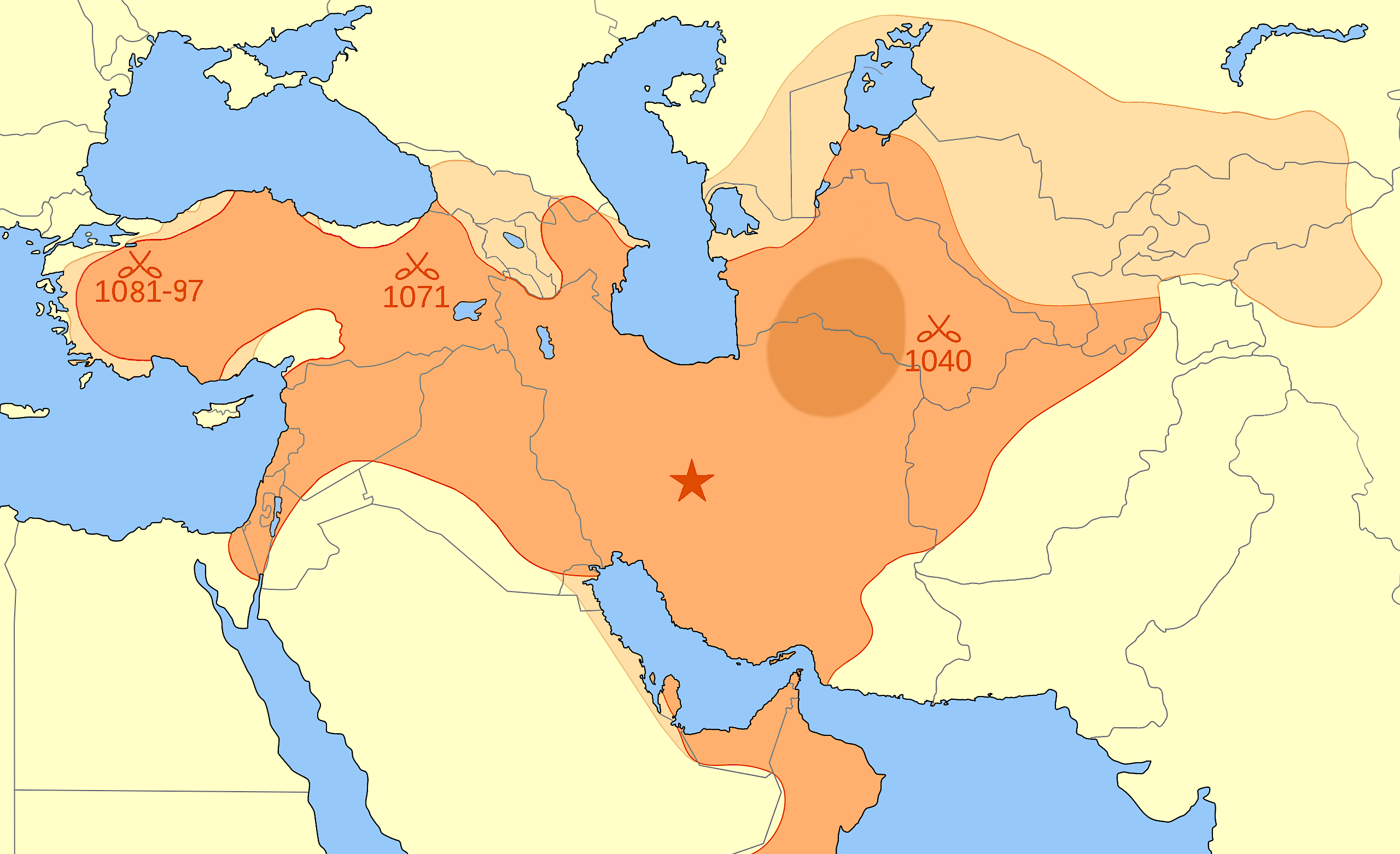
Seldjukiska imperiet som störst 1092.
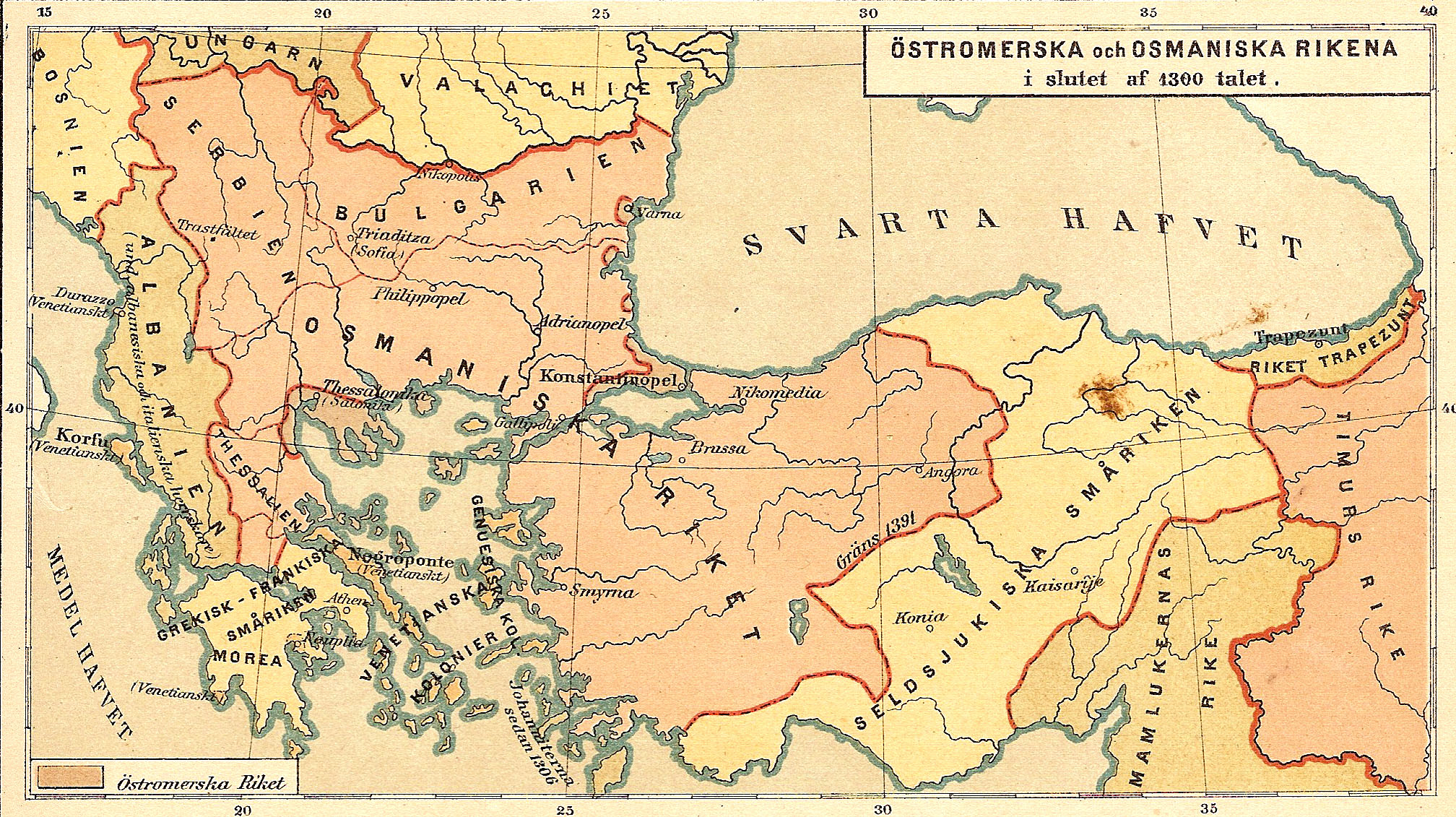
De återstående seldjukiska smårikena i slutet av 1300-talet.